# غاستون مانسيلا
غاستون مانسيلا (بالإسبانية: Gastón Mansilla)‏ هو لاعب كرة قدم أرجنتيني في مركز الوسط، ولد في 30 مايو 1997 في سان مارتن في الأرجنتين. لعب مع Club Atlético Colegiales (Argentina) ‏.

## وصلات خارجية
- غاستون مانسيلا على موقع قاعدة بيانات كرة القدم.إي يو (الإنجليزية)
- غاستون مانسيلا على موقع Soccerway.com (الإنجليزية)